# Reawakened
Reawakened es un extended play digital lanzado por la cantante norteamericana Stacie Orrico. Fue publicado de manera digital el 24 de agosto de 2014 mediante su cuenta oficial en Soundcloud. Este se convirtió en su primer lanzamiento oficial desde que Stacie fuese liberada de su contrato con Virgin Records y firmara con Red Light Management. El EP incluye siete canciones, su propia versión de Light Years originalmente grabada por Kristine Elezaj para su álbum No Questions Remain (escrita por Orrico), la versión solo de Act Like You Know originalmente grabada en colaboración con el cantante de reguetón Flow Celestial para el álbum Ando Brillando, una versión remix de la canción 'So Pray' que aparece originalmente en su álbum debut Genuine y otras canciones nuevas.

## Promoción
Orrico había planeado su regreso desde hacía varios años. en octubre de 2013 publicó un video en su cuenta de YouTube explicando dónde había estado durante los últimos siete años. En este vídeo habla acerca de sus últimos años viviendo en la ciudad de Nueva York, sus estudios en actuación y literatura femenina y su esperado regreso a la música, habló también de su nuevo trabajo discográfico varias veces pospuesto y que se espera sea lanzado en 2016. Para confirmar su regreso, el 13 de noviembre del mismo año dio un concierto virtual vía Stageit, donde interpretó sus clásicos Stuck y (There's Gotta Be) More To Life y sus nuevas canciones, una de ellas titulada "I Slept Alone Last Night" aparece en este EP.

## Listado de canciones
- Edición estándar

| Reawakened |                                                        |          |  |
| N.º        | Título                                                 | Duración |  |
| 1.         | «Act Like You Know»                                    | 03:21    |  |
| 2.         | «Light Years»                                          | 03:52    |  |
| 3.         | «I Slept Alone Last Night»                             | 03:31    |  |
| 4.         | «Hand Me Back Your Pain»                               | 03:54    |  |
| 5.         | «Free Falling (Don't Let Me Down)»                     | 03:59    |  |
| 6.         | «Catch Me If You Can (con The Gabe Cummins Orchestra)» | 03:06    |  |
| 7.         | «So Pray (MSOT Remix)»                                 | 03:59    |  |

- Datos: Q20012403